# Характеристичний імпеданс

Схематичне зображення лінії передачі яке показує характеристичний імпеданс.

Характеристичний імпеданс (англ. characteristic impedance) або імпеданс поширення/переносу (англ. surge impedance) типової лінії передачі, котрий позначається як {\displaystyle Z_{0}}, є відношенням амплітуд одинокої пари величин — напруги та струму електромагнітної хвилі, що поширюється/передається вздовж лінії за відсутності відбиття на неоднорідностях лінії. В SI величина характеристичного імпедансу вимірюється в омах. Характеристичний імпеданс лінії передачі без втрат є чисто реальна/дійсна величина, з нульовою уявною ({\displaystyle Z_{0}=|\mathbb {Z} _{0}|+j0}) компонентою. Характеристичний імпеданс в цьому випадку проявляє себе як звичайний опір, на якому дисипативні втрати енергії будуть відсутні за умови самопогодження з опором навантаження. Лінія передачі кінцевої довжини (з втратами, чи без них) з активним опором навантаження на кінці лінії, рівним характеристичному імпедансу ({\displaystyle Z_{\mathrm {L} }=Z_{0}}), є лінією нескінченної довжини відносно до джерела змінної напруги.

## Модель лінії передачі
Основне визначенняВідношення прикладеної напруги до струму називається вхідним імпедансом; вхідний імпеданс лінії передачі нескінченної довжини називається характеристичним імпедансом.

Схематичне зображення елементарних компонент лінії передачі.

Використовуючи модель лінії передачі, яка ґрунтується на телеграфних рівняннях, загальний вираз для характеристичного імпедансу лінії передачі буде:
{\displaystyle Z_{0}={\sqrt {\frac {Z}{Y}}}={\sqrt {\frac {R+j\omega L}{G+j\omega C}}}}
де
{\displaystyle R} — опір на одиницю довжини,
{\displaystyle L} — індуктивність на одиницю довжини,
{\displaystyle G} — провідність на одиницю довжини,
{\displaystyle C} — ємність на одиницю довжини,
{\displaystyle j} — уявна одиниця,
{\displaystyle \omega } — кутова частота.
Фазори/комплексна амплітуда відношення напруг до струмів лінії передачі пов'язані з характеристичним імпедансом як:
{\displaystyle {\frac {V^{+}}{I^{+}}}=Z_{0}=-{\frac {V^{-}}{I^{-}}}}
де суперскріпти {\displaystyle +} та {\displaystyle -} відображають передню- та задню біжучі хвилі, відповідно.

## Лінія без втрат
Для лінії без втрат, {\textstyle R} та {\textstyle G} дорівнюють нулю, тому рівняння для характеристичного імпедансу спрощується до
{\displaystyle Z_{0}={\sqrt {\frac {L}{C}}}}.

## Передавальний імпеданс навантаження
При передачі електричної енергії характеристичний імпеданс лінії передачі виражається в термінах передавальний імпеданс навантаження  (ПІН) (англ. surge impedance loading, SIL), або природне навантаження, будучи MW-навантаженням, при якому відсутні генерація та поглинання: 
{\displaystyle {\mathit {SIL}}={\frac {{V_{\mathrm {L-L} }}^{2}}{Z_{0}}}},
де {\displaystyle V_{\mathrm {L-L} }} — лінія-до-лінії напруга у вольтах.
Навантажена знизу ПІН, лінія передачі повільно переміщує енергію до системи, намагаючись збільшити напругу системи. Вище цього значення лінія поглинає реактивну енергію, намагаючись знизити напругу. Ефект Феррарі описує підсилення по напрузі на кінці слабко навантаженої (або зовсім ненавантаженої — відкритої) лінії передачі. Всередині кабелю, як правило, дуже низький характеристичний імпеданс, який продукується в ПІН так, що типово перевищується термальна межа для кабелю, тобто він завжди є джерелом повільної зміни реактивної енергії.

## Дивись також
- Довгі лінії
- Рівняння Максвела